# Vånga landskommun, Skåne
Vånga landskommun var en tidigare kommun i dåvarande Kristianstads län.

## Administrativ historik
Kommunen bildades i Vånga socken i Villands härad i Skåne när 1862 års kommunalförordningar trädde i kraft. 
Vid kommunreformen 1952 uppgick kommunen i Oppmanna och Vånga landskommun som 1974 uppgick i Kristianstads kommun.

## Politik

### Mandatfördelning i Vånga landskommun 1938-1946
| 9 | 6 | 5 |

| 20 |

| 10 | 2 | 6 | 2 |

| 20 |

| 6 | 5 | 9 |

| 20 |